# Gakuto Notsuda
Gakuto Notsuda (野津田 岳人 Notsuda Gakuto?), född 6 juni 1994 i Hiroshima prefektur, är en japansk fotbollsspelare.
Notsuda började sin karriär 2012 i Sanfrecce Hiroshima. Med Sanfrecce Hiroshima vann han japanska ligan 2012, 2013 och 2015. 2016 blev han utlånad till Albirex Niigata. 2017 blev han utlånad till Shimizu S-Pulse. 2017–2018 blev han utlånad till Vegalta Sendai. Han gick tillbaka till Sanfrecce Hiroshima 2019.